# Vodopad Šištice
Vodopad Šištice je vodopad na ušću rijeke Šištice, otoke Boračkog jezera, u Neretvu. Administrativno pripada gradu Konjicu.
Stepeničasti vodopad visine je približno 30 metara. Vode Boračkog jezera ulijevaju se s lijeve strane u uski kameniti klanac koji je izgradila Neretva.
Geomorfološki je spomenik prirode.